# George Thomson (rugbysta)
George Thomson (ur. ok. 1857 w Halifaksie, zm. 31 października 1899 w Sydney) – angielski rugbysta, reprezentant kraju.
Przez całą karierę związany był z lokalnym klubem Halifax. Został przyjęty do jego hali sław, a w jego barwach wystąpił w 170 meczach. Dwadzieścia dziewięć razy zagrał również w zepole hrabstwa Yorkshire. W latach 1878–1885 rozegrał dziewięć spotkań dla angielskiej reprezentacji, w tym sześć w rozgrywkach Home Nations Championship.